# Maya Corona
Maya Corona est une corona, formation géologique en forme de couronne, située sur la planète Vénus par 23° N et 98° E. Elle est localisée dans le quadrangle de Niobe Planitia. Elle a été nommée en référence à Maya, déesse Hiondou mère de la Terre. 

## Géographie et géologie
Maya Corona couvre une surface circulaire d'environ 225 km de diamètre. 